# 세계는 평평하다
《세계는 평평하다: 21세기의 짧은 역사》(The World Is Flat: A Brief History of the Twenty-First Century는 토머스 프리드먼이 주로 21세기 초반의 세계화를 분석한 베스트셀러 책이다. 제목은 세계를 상업의 관점에서 공평한 경쟁의 장으로서 암시하는데 그 장에서는 모든 경쟁자들이 공평한 기회를 가지고 있다. 1판의 커버의 삽화에서 나타내듯이 제목은 또한 역사적, 지리적인 분리가 점점 더 무관하게 되는 세계시장에서 국가들, 기업들, 개인들이 경쟁력을 유지하기 위해서 필요로 하는 지각적인 전환을 언급한다.
프리드먼 자신은 이러한 변화의 강력한 지지자이고 그 자신을 '자유무역주의자', '연민이 많은 평평주의자(세계는 평평하다는 것을 주장하는 사람)'라 부르고 그는 이러한 변화를 반대하는 사회를 비판한다. 그는 피할 수 없는 빠른 속도의 변화 그리고 떠오르는 개인의 능력과 국가들의 개발이 미국의 사업들과 개인들에게 주는 많은 압박의 정도를 강조하면서 미국인들과 개발국가(하지만 유럽에 대해서는 거의 말하지 않는다.)을 위한 특별한 조언을 가지고 있다. 프리드먼의 서적은 많은 개인적인 연구, 여행, 대화, 반성을 기반으로 한 것으로 유명하다. 그의 독특한 스타일에 따르면, 그는 '세계는 평평하다' 의 개념적인 분석을 개인적인 일화, 의견과 결합하여 넓은 대중이 접근할 수 있도록 했다. 2005년에 처음 발매된 책은 후에 최신 확장판으로 2006년에 다시 나왔고 2007년 또 다시 부가적인 업데이트를 통해 "더욱 확장된 최신판 3.0"이 나왔다. 제목은 난단 나일카니와 인포시스의 전 CEO의 언급으로부터 만들어졌다. '세계는 평평하다'는 2005년 처음 열렸던 '파이낸셜 타임스와 골드만 삭스 기업의 올해의 책'에 선정되었다.

## 요약
그의 책 '세계는 평평하다'에서 프레드먼은 인도의 방갈로르에서의 여행을 상세히 설명한다. 그는 그 여행을 통해 세계화가 경제 개념의 중심부분을 바꿔왔다는 것을 깨달았다. 그의 의견에 따르면 이러한 수평화(flattening)는 광섬유 케이블로 이어진 개인 컴퓨터와 작업흐름 소프트웨어의 증가가 결합된 생산물이라고 한다. 그는 이러한 시대를 세계화 3.0이라 명하고 이전의 세계화 1.0의 시대(국가들과 정부들이 주요한 주인공이었던)와 세계화 2.0의 시대(다국적기업이 세계적인 통합을 이끌어왔던)와 차별화시킨다. 프레드먼은 예시로 인도와 중국에 기반한 회사들을 들면서 설명한다; 타자수(typist)와 콜센터 직원부터 회계사, 컴퓨터 프로그래머까지 노동을 제공하는 회사들이 Dell, AOL, and Microsoft 같은 세계적인 복합 공급체인점의 중요한 부분이 되어간다. 갈등 예방의 Dell이론이라 불리는 프레드먼의 자본주의 평화이론은 책의 두 번째 챕터에서 다뤄진다. 프레드먼은 반복적으로 리스트에 숫자를 매기거나 자극적인 제목을 붙여 중요 개념을 전달하는 구조적인 도구로써 사용한다. 두 가지 예시 리스트에는 세계를 평평하게 만드는 10가지 힘과 3가지 집합점이 있다.

## 세계를 평평하게 만드는 10가지
프레드먼은 자신이 보기에 세계 경쟁의 장을 평평하게 만드는 것을 10가지의 것(flatteners)으로 정의한다.
1. 베를린 장벽의 붕괴-1989년 11월 9일: 프레드먼은 이렇게 말한다. "장벽이 무너질 때, 윈도우는 등장했다." 이 사건은 단지 냉전의 끝을 상징화할 뿐 아니라 장벽의 다른 쪽 사람들을 경제적인 주류에 합류하게 했다. 1989년 11월 9일은 무너지는 베를린 장벽 즉 공산주의의 몰락 그리고 개인이 자신의 내용을 만들고 서로 연결할 수 있는 능력을 가지게 만든 윈도우의 영향에 대한 검토이다. 그 점에 있어서 앞으로 일어날 혁명의 기본적인 플랫폼들이 만들어졌다; IBM PC, 윈도우, 워드프로세싱을 위한 표준화된 그래픽 중앙처리장치, 다이얼 접속 모델, 대화를 위한 표준화된 도구, 세계 전화망.
2. 넷스케이프-1995년 8월 9일: 네트스케이프는 대중에게 28달러의 가격으로 제공되었다. 네트스케이프와 웹은 인터넷에서 독자들을 확장시켰다; 주로 얼리어 답터와 괴짜들이 의사소통 매체(communications medium)로서 사용하던 인터넷이 5살부터 95살까지 모두에게 접근가능하게 된 것이다. 그 시기 발생했던 디지털화는 단어, 파일, 음악 그리고 사진 등의 일상의 일들을 전 세계 모든 사람들의 컴퓨터 스크린에서 접근가능하고 다룰 수 있게 하는 것을 의미했다.
3. 작업흐름 소프트웨어: 프레드먼은 작업의 원활한 흐름을 가능하게 하는 표준과 기술들의 다양한 방면을 광범위하게 다뤘다. 프레드먼은 사람이 연관하지 않은 기계가 다른 기계와 대화하는 가능성을 언급했다. 프레드먼은 이러한 세가지 힘들이 "협력을 향한 새로운 전 지구적 플랫폼의 가설립"이 되었다고 믿는다. 거기에는 소프트 웨어 프로토콜의 등장도 있었다. (SMTP-simple mail transfer protocol; HTML-어디서나 어느 컴퓨터에서 보내고 읽을 수 있는 문서들을 누구나 만들고 발행할 수 있도록 하는 컴퓨터언어) 기본의 기본. 이것이 프레드먼이 말하는 "평평한 세계의 첫 순간"이다. 그 결과 사람들이 이전보다 더 많은 일들을 다른 사람들과 함께 할 수 있게 되었다. 이것은 협력의 다양한 형태를 위한 세계적 플랫폼을 만들었다. 다음 6가지의 것은 이러한 플랫폼에서 생겨났다.
4. 업로드(전송): 지역사회는 온라인 프로젝트를 업로드하고 그에 관해 협력한다. 예로는 블로그와 위키피디아같은 오픈소스 소프트웨어를 들 수 있다. 프레드먼은 이러한 현상을 "모든 것의 가장 강력한(disruptive) 힘"으로 생각한다.
5. 아웃소싱: 프레드먼은 아웃소싱은 회사들이 서비스와 생산공정을 여러 부문으로 나누어 가장 효율적이고 비용절감적인 방법으로 하청업체에 맡기고 수행할 수 있게 만들었다고 주장한다.
6. 해외업무위탁: 회사의 공장을 국내 안에서 재건설하거나 다른 나라로 이전하는 다른 과정들은 그 지역에서 비용절감효과를 얻기 위함이다. 세계무역기구에 중국의 등장은 경쟁시장에서 더 많은 경쟁을 가져왔다. 현재 말레이시아, 멕시코, 브라질 등의 나라는 중국과 경쟁해야만 하고 서로 그들에게 해외업무위탁을 한다.
7. 공급 체인점: 프리드먼은 현대 소매 공급 체인점과 물품 판매와 유통 그리고 배송을 원활히 진행하기 위해 기술을 사용하는 회사로서 최적의 예시인 월마트와 비교한다.
8. 내부 위탁(인소싱): 프레드먼은 UPS를 내부 위탁(회사의 피고용인이 다른 회사에게 제공하는 서비스)의 주된 예시로 사용한다. 예를 들면 UPS는 도시바의 대표로서 도시바 컴퓨터를 수리한다. 작업은 오직 UPS의 직원들에 의해 UPS의 중심에서 이뤄진다.
9. 정보제공: 구글과 다른 검색엔진 그리고 위키피디아가 주요한 예시들이다. 프레드먼은 이렇게 말한다. "지구 역사상 이렇게 많은 사람들이 스스로 많은 것들과 다른 사람들에 대한 많은 정보를 찾는 능력을 가졌던 적은 없었다." 검색엔진의 성장은 엄청나다;프레드먼은 구글이 "3년전만 해도 하루에 1억 5천건이었던 검색이 이제는 거의 10억에 달하는 수준"이라고 언급한다.
10. 스테로이드(The Steroids): 무선, 음성인식 인터넷, 파일 공유. 핸드폰, 아이팟, 개인 디지털 보조장비, 즉석 메시지, 인터넷 프로토콜 기반 음성인식 등의 개인의 디지털 장비. 네트워크 상에서 모든 아날로그식 내용과 과정들은 디지털화되어 형성되고 조작되고 전송될 수 있다. 모바일에서도 이러한 과정들은 쉽게 빠른 속도로 이뤄질 수 있다. 어디서나 언제든 누구나, 당신에 의해서도 이뤄질 수 있다.

## 제안된 개선방법
토머스 프리드먼은 평평한 세계의 조용한 위기에 맞서기 위해 미국의 인력은 계속해서 작업 기술을 최신으로 유지해야 한다고 말한다. 인력이 더욱 순응할 수 있도록 만들기 위해, 더 고용할 수 있게 유지하는 것이다. 그는 또한 정부는 은퇴복지혜택과 건강보험을 개별 고용주에게 덜 의존적으로 만들고 직업을 바꿀 때 발생할 수 있는 소득의 하락을 부분적으로 보상할 수 있는 보험을 제공함으로써 직업을 쉽게 바꿀 수 있도록 만든다고 말한다. 프리드먼은 과학자, 기술자, 수학자 등의 미국인 전문가 비중의 감소로 인해 젊은이들에게 위 전문가들이 되기 위한 더 많은 영감이 있어야 한다고 믿는다.
런던 정경대학의 교수였던 존 그레이는 “세계는 둥글다”는 이름의 다른 비판적인 기사에서 프리드먼의 책을 평했다. 그레이는 세계화가 세계를 좀더 상호연결적으로 만들었다는 프리드먼의 주장을 인정하지만, 세계화가 세계를 평화롭고 자유롭게 만들었다는 주장에는 이의를 제기한다. 그레이는 또한 “아주 사소한 분야에서 세계가 평평해 졌다”고 선언했다.

## 갈등 예방을 위한 Dell 이론
갈등 예방을 이한 델 이론, 또는 델 이론이라고 알려진 이 이론은 자본주의 평화 이론(Capitalist peace)으로, 그의 과거 이론인 “갈등 예방을 위한 황금 아치 이론”을 발전시킨 것이다.
델 이론의 규정: 델과 같은 회사의 국제적으로 중요한 공급망 역할은 하는 어떤 두 나라도 서로 같은 공급망에 위치하는 한 전쟁을 일으킬 수 없다
다시 말해 회사들이 본국 이외에 다른 나라에도 공급망을 가지고 있는 한, 그 나라들은 군사적인 충돌을 일으킬 수 없다. 왜냐하면 델과 같은 큰 회사들이 만들어내는 국가관의 상호의존성이 국제적 규모로 연쇄적으로 이뤄지고, 개방도상국들은(종종 이러한 공급망의 역할을 하는) 그들의 새로운 부를 포기하기를 꺼려하기 때문이다.
그의 과거 저서 《렉서스와 올리브나무》에서, 프리드먼은 맥도날드 프랜차이즈가 존재하는 두 나라 사이에 전쟁이 일어날 수 없다고 주장하였다(황금 아치 이론). 후에, 프리드먼은 그의 이론을 시켜 “갈등 예방을 위한 Dell 이론”으로 발전시켰다. 어떤 사람들이나 나라도 단순히 맥도날드 프랜차이즈가 생기는 걸로 대표되는 단순한 삶의 질 개선만을 원하지 않는다. 그들은 세계화가 만든 일자리 또한 누리기를 원한다. 즉, 개발도상국들은 스스로의 시장과 공급망을 위험에 빠뜨리는 다국적 기업을 신뢰하는 리스크를 지고 싶어하지 않는다.
토머스 프리드먼은 또한 Dell 이론이 공급망에 깊숙하게 관계되어 있는 두 나라가 절대 전쟁을 일으키지 않을 거라는 뜻으로 받아 드려지면 안 된다고 경고했다. 그것은 그런 두 나라의 정부와 시민들이 전쟁을 일으키려 하기 전에 아주 큰 경제적 부담을 고려할 것이라는 뜻이다. 경제적 비용에는 공급망으로서 얻을 수 있는 잠재적 기여의 손실 또한 포함된다.
이 이론은 인도와 파키스탄 사이에서 2001년과 2002년 사이에 일어났던 핵 위기가 어떻게 예방 되었는가에 관계되어 있다. 인도는 국제적 파트너를 잃는 위험에 직면했었다. 중국과 대만의 관계 또한 이 이론의 한 예라고 할 수 있다 – 그들은 서로 강력한 공급망으로 연결되어 있고, 두 나라 사이의 전쟁이 일어날 거라고 생각하기는 힘들다.

## 비판적 수용
세계는 평평하다는 일반적으로 대중과 평론가들에게 좋은 평가를 받았지만 몇가지 부정적인 평가 또한 존재한다.
워싱턴 포스트는 이 책을 마음을 사로잡는 여행, 아주 재미있는 독서라고 평가했다. 이 리뷰는 “우리는 21세기 역사가 어떻게 끝나게 될지 모르지만 이 엄청나게 흥미로운 책은 자들에게 그러한 사고의 영감을 제공한다”로 마쳤다.
2007년 포린 폴리시 매거진의 기사에서 판카즈 게마와트 교수는 비판적인 시각을 나타냈다. 그에 따르자면 90%의 전화통화와 웹 트래픽, 투자는 국지적으로 이루어진다면서, 프리드먼이 현재의 트렌드를 지나치게 과장한다고 지적한다. 그의 표현을 따르자면 “정보와 아이디어와 돈과 사람들이 이동이 빨라졌다는 연결된 세계에 대한 새로운 말들에도 불구하고, 세계화라고 간주되는 이러한 것들은 일부에 불과하다.” 인도의 발전 저널리스트이자, 힌두어 지방 편집자이기도 한 P. Sainath는 이렇게 말했다. “평평한 것은 세계가 아니라, 프리드먼의 뇌다”
몇몇 비평가들은 이 책이 미국적 관점에서 쓰여진 것이라고 지적한다. 프리드먼의 역사적 저술은 대개 《뉴욕 타임스》와 함께 이루어졌다. 이러한 사실은 아마 그에 책에 영향을 끼쳤을 것이다 – 몇몇은 좀더 포괄적인 목소리를 담은 책을 선호했을 것이다.
노벨상 수상자이기도 한 경제학자 조지프 스티글리츠는 프리드먼의 책을 이렇게 비판했다:
프리드먼이 지적한 세계 경제의 급격한 변화가 존재했다는 것은 맞다. 어떤 방향에서 세계는 훨씬 평평해 졌다. 많은 분야에서 세계는 기존의 어떤 시대보다 연결되어 있다. 그러나 세계는 평평하지 않다 […] 단순히 평평하지 않은 게 아니라 많은 방향에서는 점점 더 안 평평함이 줄어들고 있다.
리차드 플로리다는 2005년 아틀란틱 아티클에서 비슷한 시각의 표현을 했다. 세계는 뾰족하다.
런던 정경대학의 교수였던 존 그레이는 “세계는 둥글다”는 이름의 다른 비판적인 기사에서 프리드먼의 책을 평했다. 그레이는 세계화가 세계를 좀더 상호연결적으로 만들었다는 프리드먼의 주장을 인정하지만, 세계화가 세계를 평화롭고 자유롭게 만들었다는 주장에는 이의를 제기한다. 그레이는 또한 “아주 사소한 분야에서 세계가 평평해 졌다”고 선언했다.